# Tinh thảo mảnh
Tinh thảo mảnh (danh pháp khoa học: Eragrostis amabilis) là một loài thực vật có hoa trong họ Hòa thảo. Loài này được (L.) Wight & Arn. mô tả khoa học đầu tiên năm 1834.

## Hình ảnh

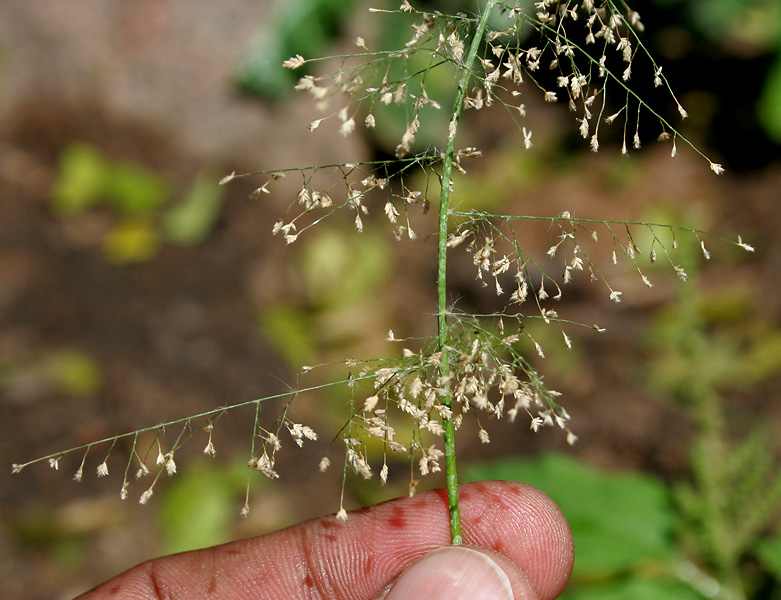
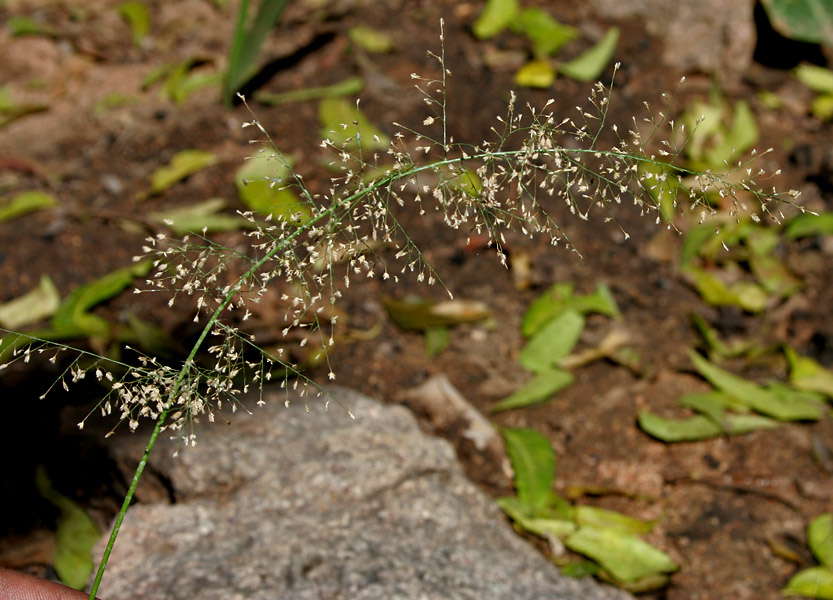
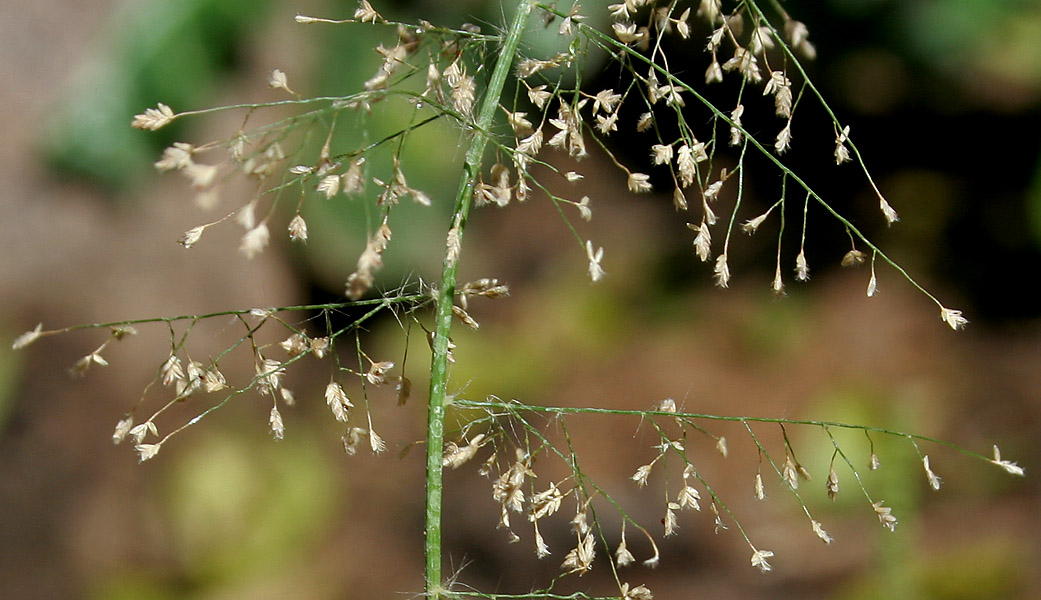
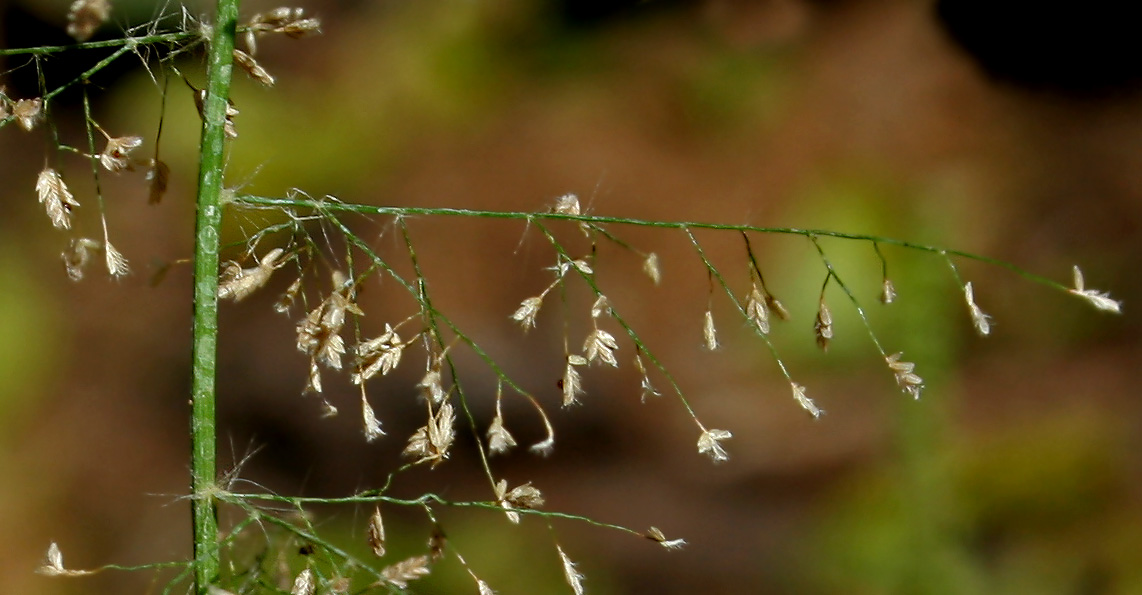